# Ноттингемское дерби

Итоговые места двух команд в английских футбольных дивизионах

Ноттингемское дерби (англ. Nottingham derby) — матчи между английскими футбольными клубами «Ноттингем Форест» и «Ноттс Каунти».

## История
Последняя игра команд в рамках системы Футбольных лиг Англии состоялась 12 февраля 1994 года, окончившись победой «Ноттс Каунти» со счётом 2:1. Чарли Палмер смог забить победный гол за четыре минуты до конца игры и спустя девяносто секунд, когда «Форест» сравнял счёт. Это день известен местным болельщикам как «день Чарли Палмера» (англ. Charlie Palmer Day).
Противостояние возобновилось 9 августа 2011 года в Кубке Английской футбольной лиги и закончилось победой «Фореста» в серии пенальти со счётом 4:3.

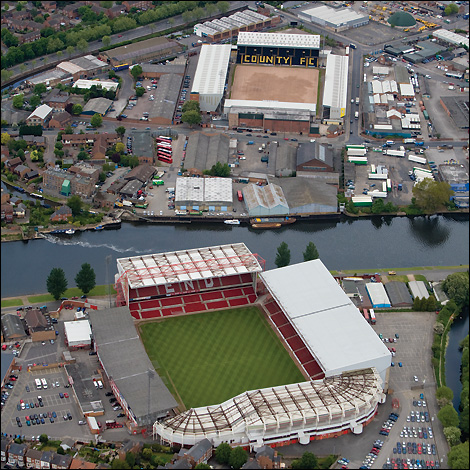
Стадионы двух команд

Несмотря на большую историю, для Ноттингем Фореста главным соперником остаётся «Дерби Каунти».